# Kiril Milov
Kiril Milenov Milov (bulgariska: Кирил Миленов Милов), född 27 januari 1997, är en bulgarisk brottare som tävlar i grekisk-romersk stil.

## Karriär
Vid EM 2025 i Bratislava tog Milov guld i 97 kg-klassen efter att ha besegrat tyske Lucas Lazogianis i finalen.